# Схватка 2
«Схватка 2» (англ. Heat 2) — будущий фильм американского режиссёра Майкла Манна, продолжение картины «Схватка».

## Сюжет
«Схватка 2» покажет события, произошедшие как до, так и после событий первого фильма. В центре сюжета судьба преступника Нила МакКоли.

## Производство
Весной 2023 года появились первые сообщения о переговорах студии Warner Bros с Майклом Манном о создании «Схватки 2», приквела и одновременно сиквела к «Схватке». Тогда же стало известно, что Манн новеллизировал сценарий совместно с писательницей Мэг Гардинер и что он обсуждает исполнение роли молодого Нила Макколи с актёром Адамом Драйвером. Студия и представители режиссёра отказались подтвердить эту информацию. В октябре 2023 года Манн рассказал, что действительно планирует снимать «Схватку 2».
На нераскрытые роли в будущем фильме претендуют Ченнинг Татум и Джереми Аллен Уайт.
Съёмки запланированы на конец 2024 года. Ранее предполагалось начать съёмки летом 2024 года.